# Sheryl Swoopes
Sheryl Denise Swoopes (Brownfield, 25 marzo 1971) è un'ex cestista e allenatrice di pallacanestro statunitense, tre volte campionessa olimpica.
Cresce da sola un figlio di nome Jordan, in onore di Michael Jordan, e ha attirato su di sé l'interesse dei media quando a sorpresa ha annunciato la propria omosessualità.

## Carriera

### Gli inizi nella NCAA
Inizia a giocare a pallacanestro nel 1978, seguendo le orme del fratello maggiore, ma pratica anche atletica leggera, pallavolo e softball. Frequenta i corsi universitari alla Texas Tech, dove conquista l'alloro NCAA nel 1991. Viene anche eletta miglior giocatrice, dal momento che nella finale vinta 84-82 contro Ohio ha segnato ben 47 punti. Batte così anche il record di punti segnati in una finale NCAA femminile (il precedente era 28).
Vince anche due titoli della Southwest Conference, segnando in media 28,1 punti a partita. Nel 1993 è giocatrice dell'anno, replicando la conquista del medesimo titolo vinto nel 1991 fra gli junior college con South Plains.

### L'arrivo in Italia e i tre ori Olimpici
Nel 1993 parte per l'Italia, sbarcando a Bari, dove gioca 7 incontri, con 23,3 punti in media. Quindi torna negli USA, dove nel 1996 vince le Olimpiadi di Atlanta 1996, impresa riuscita anche ai Giochi di Sydney 2000 e di Atene 2004.

### La WNBA e le Comets
Nel 1997 nasce la WNBA e la Swoopes si accasa alle Houston Comets, scelta al draft con il numero 1. In Texas vince 4 campionati di fila, dal 1997 al 2000, con tre titoli di miglior giocatrice della lega (2000, 2002, 2005).
Il 27 luglio 1999 realizza una tripla doppia (14 punti, 15 rimbalzi e 10 assist) e diventa la prima donna a riuscire nell'impresa. Inoltre è per tre volte difensore dell'anno (2000, 2002 e 2003).
Nel luglio 2006, durante le celebrazioni del WNBA All-Star Game 2006, è stata inserita nella WNBA All-Decade Team, cioè le dieci migliori giocatrici dei primi dieci anni della WNBA.

### Nel resto del mondo
Oltre ai due titoli olimpici con la nazionale ha vinto anche il Mondiale nel 2002 in Cina.
Nel 2004-05 emigra in Russia e gioca a Samara, vincendo il campionato.
Nel 2005 approda al Taranto Cras Basket tenendo una media di 19,4 punti e 6,32 rimbalzi a partita.
Nel 2008 torna nella WNBA con le Seattle Storm.

## Palmarès

### Competizioni giovanili
- Campionato NCAA: 1

TTU Lady Raiders: 1993

### Competizioni nazionali
- Campionato WNBA: 4

Houston Comets: 1997, 1998, 1999, 2000
- Campionato NWBL: 2

Houston Stealth: 2003
Dallas Fury: 2004

### Nazionale
- Goodwill Games: 1

San Pietroburgo 1994
- Mondiali: 1

Cina 2002
- Oro olimpico: 2

Atlanta 1996, Sydney 2000, Atene 2004

### Individuale
- NCAA Basketball Tournament Most Outstanding Player: 1

1993
- WNBA Most Valuable Player: 3

2000, 2002, 2005
- WNBA Defensive Player of the Year Award: 3

2000, 2002, 2003
- All-WNBA First Team: 5

1998, 1999, 2000, 2002, 2005
- All-WNBA Second Team: 2

2003, 2006
- WNBA All-Defensive First Team: 2

2005, 2006
- Migliore marcatrice WNBA: 2

2000, 2005
- Migliore nelle palle recuperate WNBA: 2

2000, 2003
- NWBL Most Valuable Player: 1

2003